# Casey Calvary
Casey Wayne Calvary, (nacido el 27 de abril de 1977 en Wurzburg, Alemania) es un exjugador de baloncesto estadounidense. Con 2.03 de estatura, su puesto natural en la cancha era el de pívot.

## Trayectoria
- Isuzu Giga Cats (2001-2002)
- ÉS Chalon-sur-Saône (2002-2003)
- Idaho Stampede (2003-2004)
- Townsville Crocodiles (2004-2006)
- Alta Gestión Fuenlabrada (2006)
- Club Baloncesto Villa Los Barrios (2006-2007)